# Borsa sierosa

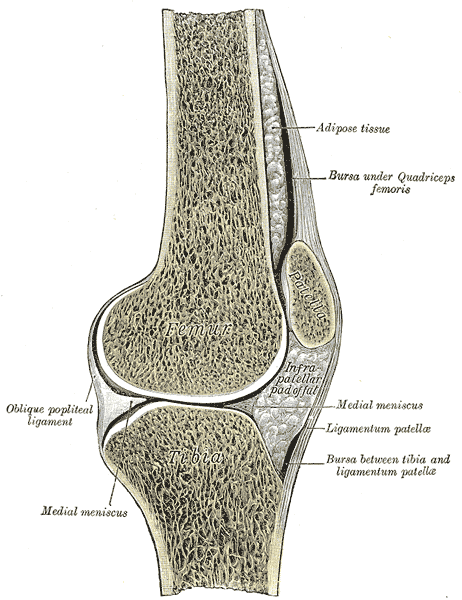
Vista dall'interno della articolazione: le borse sono visibili in basso ed in alto a destra.

Con il termine borsa sierosa (definita anche borsa sinoviale o borsa mucosa) in anatomia si intende una piccola sacca contenente del liquido viscoso detto liquido sinoviale, rivestita da una membrana sinoviale. Si forma nelle sedi in cui un tendine o un legamento sfregano contro un altro tessuto, e la sua funzione è proprio quella di ridurre l'attrito e di attutire gli urti. Le borse contengono fluido sinoviale e si ritrovano in prossimità delle più importanti articolazioni del corpo.

## Etimologia
Il termine borsa deriva dal latino tardo bŭrsa, che a sua volta deriva dal greco βύρσα ossia pelle, e sta per contenitore.

## Tipi
Esistono vari tipi di borsa: avventizia, sottocutanea, sinoviale, interlegamentosa, sottomuscolare, sottofasciale.
- Borse sottocutanee: si trovano tra la cute e la superficie di quelle ossa che non vengono ad essere ricoperte da muscoli (ad esempio la borsa olecranica del gomito, la borsa prerotulea del ginocchio).[1]
- Borse muscolari: interposte tra i muscoli che scorrono uno sopra l'altro.
- Borse tendinee: tra i tendini e le ossa sottostanti.

Le borse muscolari e tendinee vengono dette "borse profonde" in contrapposizione alle borse sottocutanee, tipiche "borse superficiali". Talvolta le borse profonde sono anche chiamate guaine sierose.

Quando qualsiasi superficie del corpo è sottoposta a sollecitazioni ripetute, una borsa avventizia tende a svilupparsi in tale zona. Infatti va tenuto presente che mentre alcune borse sono identificabili in tutti gli individui, altre si formano solo secondariamente a seguito di eventi traumatici o patologici, spesso di tipo professionale e legati a microtraumi.

## Funzione
Lo scopo principale delle borse è quello di proteggere le strutture fra le quali sono interposte.
Inoltre determinano una migliore distribuzione del carico e delle sollecitazioni alle quali vengono sottoposte le strutture della articolazione.

## Immunità
La sinovia non è irrorata dal sangue. Per tale motivo la sua immunità dipende da un processo particolare, così come accade per il fluido sieroso dell'occhio

## Patologia
L'infezione o l'irritazione di una borsa conduce ad una borsite cioè ad una infiammazione della borsa. Genericamente il termine per indicare una malattia della borse è "borsopatia". Quando la borsa si infiamma, anche a seguito di microtraumi sportivi, si ha la vera e propria borsite. La borsite può essere, "sierosa" quando, nello stadio iniziale dell'infiammazione, vi è una forte presenza di liquido e "secca" quando, in uno stadio più avanzato della malattia, il liquido si assorbe facilitando l'attrito osseo.